# مائوسیر رودریگاس سانتوس
مائوسیر رودریگاس سانتوس (۲۱ مارس ۱۹۷۰ – ۲۰ ژوئیهٔ ۲۰۲۴) که با نام مائوسیر شناخته می‌شد، یک بازیکن فوتبال اهل برزیل بود که در تیم ملی فوتبال برزیل بازی کرده بود.